# Colubrina johnstonii
Colubrina johnstonii là một loài thực vật có hoa trong họ Táo. Loài này được T.Wendt mô tả khoa học đầu tiên năm 1983.